# Гіршовічюс Шендеріс Самуїлович
Шендеріс Самуїлович Гіршовічюс (лит. Šenderis Giršovičius, нар. 20 березня 1953, Кельме) — радянський футболіст, що грав на позиції півзахисника. По завершенні ігрової кар'єри — литовський футбольний тренер.
Виступав, зокрема, за клуби «Жальгіріс», СК «Луцьк» та «Атлантас». За час тренерської кар'єри кількаразово очолював клуби ФБК «Каунас», «Атлантас» та національну збірну Литви.

## Клубна кар'єра
Шендеріс Гіршовічюс розпочав кар'єру футболіста у 1968 році в аматорському клубі «Статіба» із міста Паневежис. У 1972–1973 роках під час служби у лавах Радянської Армії виступав за команду СК «Луцьк». Разом із ним за луцький армійський клуб грали ще два футболісти з Литви — Гедімінас Пабяржіс та Вітаутас Гедгаудас. Після демобілізації з армії у 1974 році виступав за найсильніший клуб Литви цих років — вільнюський «Жальгіріс». У 1975 році футболіст протягом півроку грав за аматорську команду «Пардаугава» з Риги, а пізніше перейшов до стану клайпедського «Атлантаса», де виступав протягом двох років. Від 1978 до 1981 року Шендеріс Гіршовічюс виступав за аматорський клуб із Клайпеди «Гранітас», після чого завершив виступи на футбольних полях.

## Кар'єра тренера
Шендеріс Гіршовічюс розпочав тренерську кар'єру у 1986 році у на той час аматорському клубові «Таурас» із Таураге. Із 1988 до 1992 року тренував клайпедський «Сіріус». З 1992 року працював помічником головного тренера національної збірної Литви, а 12 липня 1992 року в одному матчі заміняв головного тренера збірної Альґімантаса Любінскаса. 1 та 21 лютого 1993 року Шендеріс Гіршовічюс також виконував обов'язки головного тренера збірної Литви. З 1995 до 1996 року вперше працював головним тренером ФБК «Каунас». Улітку 1996 року литовський тренер отримав запрошення очолити латвійський клуб «Балтика» з Лієпаї. За півроку повернувся до Литви, і у 1997–1998 роках тренував шауляйський клуб «Кареда». Далі Шендеріс Гіршовічюс у 1998–2000 роках удруге очолював ФБК «Каунас». У 2002 році деякий час тренував клайпедський «Атлантас», але пізніше став тренером «Родовітаса» із цього ж міста. Від квітня до вересня 2004 року Гіршовічюс утретє очолив ФБК «Каунас». У 2009–2010 роках удруге очолив клайпедський «Атлантас». У 2010–2013 роках Шендеріс Гіршовічюс займав посаду спортивного директора в лієпайському «Металургсі». У 2013–2014 роках удруге замає посаду головного тренера таурагського «Таураса». У грудні 2014 року Шендеріс Гіршовічюс обійняв посаду спортивного директора естонського футбольного клубу «Калев» (Сілламяе).

## Досягнення

### Як тренера
- Чемпіон Литви (3): 1999, 2000, 2004
- Володар Кубка Литви (2): 1995, 2004